# Clelea aurulenta
Clelea aurulenta es una especie de polilla de la familia Zygaenidae.
Fue descrita científicamente por Poujade en 1886.